# Фонтен (Јон)
Фонтен (фр. Fontaines) насеље је и општина у источном делу централне Француске у региону Бургоња, у департману Јон која припада префектури Авалон.
По подацима из 2011. године у општини је живело 470 становника, а густина насељености је износила 18,67 становника/km². Општина се простире на површини од 25,18 km². Налази се на средњој надморској висини од 340 метара (максималној 332 m, а минималној 201 m).

## Демографија
| 1962. | 1968. | 1975. | 1982. | 1990. | 1999. | 2011. |
| ----- | ----- | ----- | ----- | ----- | ----- | ----- |
| 407   | 443   | 413   | 416   | 404   | 437   | 470   |

График промене броја становника у току последњих година